# チャールズ・アランソン＝ウィン (第3代ヘッドリー男爵)
第3代ヘッドリー男爵チャールズ・アランソン＝ウィン（Charles Allanson-Winn, 3rd Baron Headley、1810年6月25日 – 1877年7月30日）は、アイルランド貴族。保守党に属し、アイルランド貴族代表議員を務めた。

## 生涯
ジョージ・アランソン＝ウィン閣下（1785年8月14日 – 1827年11月5日、初代ヘッドリー男爵ジョージ・アランソン＝ウィンの次男）と妻エリザベス・メアリー（ルイス・マジェンディーの娘）の息子として、1810年6月25日に生まれた。父は1826年イギリス総選挙での支出により家計が惨憺たる状態のまま死去しており、母が1828年5月に首相ウェリントン公爵に一家の窮状を訴えた。父の遺言状では相続人にエリザベス・メアリーを指名したが、エリザベス・メアリーは相続を辞退し、その長男マーク（1830年没）も父の遺言を執行しないまま死去したため、マークの弟にあたるチャールズが1831年7月に父の遺言を執行した。
1840年4月9日に伯父チャールズが死去すると、ヘッドリー男爵位を継承した。
1868年9月28日にアイルランド貴族代表議員に当選、1877年に死去するまで務めた。貴族院では保守党に属した。
長い闘病生活を経て1877年7月30日にエニスモア・ガーデンズ34号（現シティ・オブ・ウェストミンスター内）で死去、ケリー県アガドーで埋葬された。長男が夭折したため、次男チャールズが爵位を継承した。

## 家族
1841年6月29日、マリア・マーガレット・ダーリー（Maria Margaret D'Arley、1894年4月24日没）と結婚、2男3女をもうけた。
- ローランド・ウィリアム（1842年6月18日 – 1842年6月20日[1]）
- ローラ・ジェーン（1843年9月13日[4] – 1923年10月26日） - 1874年2月5日、セント・ローレンス・ロバート・モーガン・ティッグ（St. Lawrence Robert Morgan Tighe、1895年4月2日没）と結婚、子供あり[5]
- ミリセント・ジュリア（1844年11月8日[4] – 1933年7月13日） - 1876年4月22日、聖職者リチャード・ジョン・リヴィングストン（Richard John Livingstone、1907年10月14日没）と結婚、子供あり[5]
- チャールズ・マーク（1845年12月4日 – 1913年1月13日） - 第4代ヘッドリー男爵[1]
- マリオン・シビル（Marion Sybil、1847年1月18日[4] – 1934年4月[6]） - 1875年2月25日、アレグザンダー・フランシス・ポウェル（Alexander Francis Powell、1886年12月14日没）と結婚、子供あり。1890年11月13日、聖職者ベンジャミン・ホワイトフォード（Benjamin Whitefoord、1910年没）と再婚[5]